# Andrena chlorura
Andrena chlorura är en biart som beskrevs av Cockerell 1916. Andrena chlorura ingår i släktet sandbin, och familjen grävbin. Inga underarter finns listade i Catalogue of Life.